# Otok Vrhovnjak
Otok Vrhovnjak är en ö i Kroatien.   Den ligger i länet Dubrovnik-Neretvas län, i den södra delen av landet, 300 km söder om huvudstaden Zagreb. Arean är 0,20 kvadratkilometer.
Terrängen på Otok Vrhovnjak är platt. Öns högsta punkt är 45 meter över havet. Den sträcker sig 0,5 kilometer i nord-sydlig riktning, och 0,7 kilometer i öst-västlig riktning.